# At the Stroke of Nine
Pour plus de détails, voir Fiche technique et Distribution.
At the Stroke of Nine est un film britannique à petit budget réalisé par Lance Comfort, sorti en 1957, avec Patricia Dainton (en), Stephen Murray, Patrick Barr et Dermot Walsh dans les rôles principaux.

## Synopsis
L'intrigue suit une célèbre journaliste de Fleet Street (Patricia Dainton (en)) qui est enlevé par un pianiste de concert (Stephen Murray) qui la force à écrire une histoire quotidienne sur lui et menace de la tuer dans un délai de cinq jours si elle refuse.

## Fiche technique
- Titre : At the Stroke of Nine
- Titre original : At the Stroke of Nine
- Réalisation : Lance Comfort
- Scénario : Harry Booth (en), Brian Clemens, Michael Deeley et Jon Penington (en)
- Direction artistique : Duncan Sutherland (en)
- Photographie : Gerald Gibbs
- Musique : Edwin Astley
- Production : Harry Booth (en), Michael Deeley et Jon Penington (en)
- Société de production : Towers of London Productions
- Pays d'origine : Royaume-Uni
- Langue : Anglais
- Format : Noir et Blanc - 1,75:1
- Genre cinématographique : Thriller, film policier
- Durée : 71 minutes
- Date de sortie : Royaume-Uni : juin 1957

## Distribution
- Patricia Dainton (en) : Sally Bryant
- Stephen Murray : Stephen Garrett
- Patrick Barr : Frank
- Dermot Walsh : MacDonnell
- Clifford Evans (en) : Inspecteur Hudgell
- Leonard White (en) : Thompson
- Reginald Green (en) : Toby
- Alexander Doré (en) : Carter
- Leonard Sharp (en) : le vendeur de journaux
- Robert Hartley (en) : Westcott
- Frank Atkinson Porter (en) : le portier du Festival Hall
- William Moore (en) : Campion
- Marianne Stone (en) : la secrétaire
- George Lee : le jeune reporter
- William Hepper
- Donald B. Edwards